# Wegwerf-Frage
Im Bereich der Meinungsforschung werden so genannte  Wegwerf-Fragen eingesetzt, um den Befragten positiv auf die Befragung einzustimmen (Eisbrecherfrage) oder thematisch verwandte Fragen voneinander abzugrenzen. Solche Pufferfragen werden zur Vermeidung von Ausstrahlungseffekten eingesetzt, z. B. um eine Beeinflussung durch vorangehende Fragen oder eine Verzerrung des Antwortverhaltens durch das Streben nach Konsistenz zu unterlaufen. Manchmal können für diese Zwecke inhaltlich relevante Fragen verwendet werden. Bei Wegwerf-Fragen ist das nicht der Fall. Sie haben inhaltlich keine Bedeutung und werden bei der späteren Auswertung nicht berücksichtigt, sie werden "weggeworfen".